# Inferencja gramatyki
Inferencja gramatyki – szczególny przypadek indukcyjnego uczenia się, w którym celem jest stworzenie pewnej gramatyki formalnej na podstawie dostarczonych pozytywnych przykładów słów pewnego języka, oraz przykładów negatywnych. Przykłady pozytywne powinny należeć do języka generowanego przez tę gramatykę, natomiast negatywne nie powinny się w nim znaleźć.
Istnieją algorytmy pozwalające na inferencję gramatyki języków regularnych (k-TSSI, RPNI, MGGI, GIG, ALERGIA, ECGI) oraz bezkontekstowych (ALERGIA, Inside-Outside, RPNI++).
Nie są znane skuteczne algorytmy dla języków kontekstowych.